# Pocahontas (Arkansas)
Pocahontas – miasto w Stanach Zjednoczonych, w stanie Arkansas, stolica hrabstwa Randolph.

## Demografia
W 2008 liczyło 7024 mieszkańców. W 2023 liczba mieszkańców wzrosła do 7601 osób, a gęstość zaludnienia do 389,8 osoby/km².